# Venera 16
Venera 16 (Венера 16 en russe) est une sonde spatiale faisant partie du programme spatial soviétique Venera. Lancée en 1983 elle effectue avec la sonde jumelle Venera 15 la première cartographie de la surface d'une partie de la planète Vénus grâce à un radar à synthèse d'ouverture. 

## Contexte
Dans les années 1960 et 1970 l'Union soviétique  lance une série de sondes spatiales pour étudier la planète Vénus. Ces engins, qui forment le programme Venera, sont développés dans le cadre d'une course à l'espace qui oppose l'Union soviétique aux États-Unis. Leurs missions constituent à ce titre un enjeu autant politique que scientifique. Les sondes spatiales du programme Venera vont progressivement dévoiler la structure de l'atmosphère et certaines caractéristiques du sol vénusien. CLe programme constitue le plus grand succès de l'astronautique soviétique dans le domaine de l'exploration du système solaire.
Après une série d'échecs entre 1961 et 1965 qui sont tout autant dus au lanceur Molnia utilisé qu'à la qualité des sondes spatiales, le programme est confié au bureau d'études Lavotchkine. Celui-ci va enchainer une série de succès. Les premières données in situ sur l'atmosphère vénusienne sont renvoyées par la mission Venera 4 en 1967. Venera 7 réussit à se poser intacte sur le sol malgré la pression écrasante de 93 atmosphères. Venera 8, lancé en 1972, fournit les premières données depuis le sol. En 1975, le programme inaugure un nouveau type de sonde de 5 tonnes, particulièrement bien équipé en instrumentation scientifique qui peut être lancé grâce à la mise à disposition d'une nouvelle fusée beaucoup plus puissante, la Proton. La première mission ayant recours à ce modèle, Venera 9, est lancée en 1975. Les missions suivantes, qui s'achèvent en 1981 avec Venera 14, ramènent une moisson de données sur l'atmosphère de Vénus ainsi que les premières photos de sa surface.

## Historique du projet
Après la série de succès des missions Venera 9 (1975) à Venera 14 (1981) qui avaient permis d'obtenir les premières images de la surface depuis le sol, les responsables du programme soviétique décident d'utiliser la fenêtre de lancement de 1983 pour une mission de cartographie de la surface depuis l'orbite vénusienne. Pour réaliser celle-ci la sonde spatiale spatiale doit emporter un radar à synthèse d'ouverture qui, contrairement à une caméra optique, pourra percer la couche opaque de l'atmosphère. L'objectif est de cartographier au moins 25% de la surface de la planète avec une résolution spatiale  inférieure ou égale à 2 kilomètres. Le développement de ce radar est complexe car les radars disponibles sont à l'époque des équipements très lourds et gros consommateurs d'énergie  (satellite RORSAT) et ces caractéristiques sont incompatibles avec une mission interplanétaire. Le développe du radar débute en 1976. La mise au point du système de stockage des données et de traitement de celles-ci est difficile ce qui entraine un report de deux ans du lancement (celui-ci était prévu initialement en 1981). A la même époque l'agence spatiale américaine, la NASA, étudie un projet similaire, baptisé VOIR (Venus Orbiting Imaging Radar). La course à l'espace à laquelle se livrent les deux puissances spatiales depuis le début de l'ère spatiale, est toujours d'actualité et les responsables soviétiques veulent être les premiers à lancer leur mission d'autant que l'exploration de Vénus est, jusque là, restée le seul domaine de l'exploration spatiale dans lequel l'URSS domine les Etats-Unis. Finalement cette compétition n'aura pas lieu car VOIR est annulé pour des raisons budgétaires en 1981. La NASA finira par lancer une mission équivalente, baptisée Magellan, beaucoup plus tard en 1989,.

## Caractéristiques techniques
Venera 16  et sa sonde jumelle Venera 15 constituent la première évolution notable des sondes Venera depuis Venera 9. Le corps de la sonde spatiale est un cylindre long de 6 mètres pour un diamètre de 1,1 mètre. Il a été allongé d'un mètre pour permettre l'emport des 1 300 kilogrammes d'ergols nécessaires pour placer la sonde spatiale en orbite autour de Vénus (les sondes Venera précédentes n'effectuaient qu'un survol après avoir largué leur atterrisseur). La masse totale de l'engin spatial est de 5 300 kg dont 2 520 kilogrammes d'ergols. La quantité d'azote utilisée pour le contrôle d'attitude passe de 36 à 114 kilogrammes pour permettre les changements d'orbite nécessaires pour réaliser la mission. Le diamètre de l'antenne parabolique utilisée pour transmettre les données recueillies vers la Terre a un diamètre de 2,6 mètres (contre 1 mètre pour les sondes Venera précédentes) ce qui permet de faire passer le débit sur la liaison descendante de 6 à 108 kilobits par seconde.  
L'instrument principal de la sonde spatiale est le radar à synthèse d'ouverture Polyus V (contraction de Pole Venus) d'une masse de 300 kilogrammes avec son électronique. Le radar fonctionne sur une longueur d'onde de 5 centimètres. Son antenne de forme parabolique large de 6 mètres pour une hauteur de 1,4 mètre est située au sommet de la sonde spatiale. Elle comprend trois sections dont deux sont repliées durant le lancement sur la section centrale pour tenir sous la coiffe du lanceur Proton. L'axe de l'antenne radar fait un angle de 10 degrés avec celui de la sonde spatiale qui est lui-même perpendiculaire à la surface de Vénus. Les rayons émis par le radar frappent donc la surface avec une incidence de 80°. Outre le radar la sonde spatiale emporte les instruments suivants, :
- Un radar altimètre Omega disposant d'une antenne d'un mètre de diamètre mesure l'altitude de la surface avec une précision verticale de 50 mètres.
- Un spectromètre infrarouge de Fourier (6-35 microns)  utilisé pour mesurer la température et la composition de l'atmosphère de Vénus. L'instrument est fourni par l'Allemagne de l'Est dans le cadre du programme Intercosmos et est proche d'un instrument installé sur les satellites météorologiques soviétiques Meteor. La version de Venera 16 est légèrement différente de celle de Venera 15.
- Un radiomètre infrarouge
- Six détecteurs de rayons cosmiques.
- Des détecteurs de plasma solaire.

## Déroulement de la mission

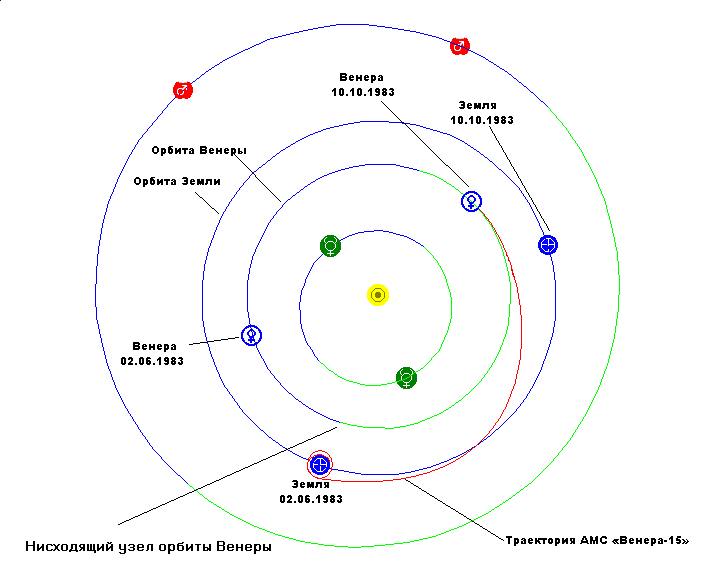
Trajectoire de Venera 15.

Venera 16 est lancée le 7 juin 1983  par une fusée Proton-K cinq jours après sa sonde jumelle Venera 16. Deux corrections de trajectoire sont effectuées durant le transit entre la Terre et Vénus les 15 juin et 5 octobre. Venera 16 se met en orbite autour de Vénus le 14 octobre de la même année. La sonde s'insère sur une orbite polaire (inclinaison de 90°) très elliptique (1 000 × 65 000 km) qu'elle parcourt en 24 heures. La durée de la période a été choisie pour qu'à chaque session de transmission de données  les antennes de réception des stations terriennes soient visibles depuis Vénus. A son périgée la sonde spatiale survole le pôle nord de Vénus. Du fait de cette orbite, Venera 16 cartographie seulement une partie de l'hémisphère nord de Vénus depuis le pôle jusqu'à la latitude 30°N soit environ 25 % de la superficie de la planète. L'angle entre le plan orbital des  sondes Venera 15 et Venera 16 est décalé de 4° ce qui permet à chacune d'entre elles d'effectuer un deuxième passage si nécessaire. Chaque passe dure 16 minutes et les données sont enregistrées sur des bandes magnétiques. Puis les données sont transmises à la Terre durant une session de communications d'une durée de 100 minutes. A chaque orbite, la surface visible de Vénus s'est décalé de 1,48° du fait de sa rotation de la planète ce qui permet à la sonde spatiale d'obtenir une couverture complète au bout de 8 mois. Le recueil des données débute le 11 novembre. Une conjonction solaire, qui a lieu en juin, interrompt le recueil des données (le Soleil s'interpose entre Vénus et la Terre). Lorsque le recueil des données reprend, Venera 16 modifie son plan orbital de 20° par rapport à sa sonde jumelle pour réaliser la couverture des régions non cartographiées durant la conjonction solaire. La cartographie s'achève le 10 juillet 1984. Venera 16 poursuit la mission en recueillant des données avec ses autres instruments jusqu'en mai 1985.  

## Résultats

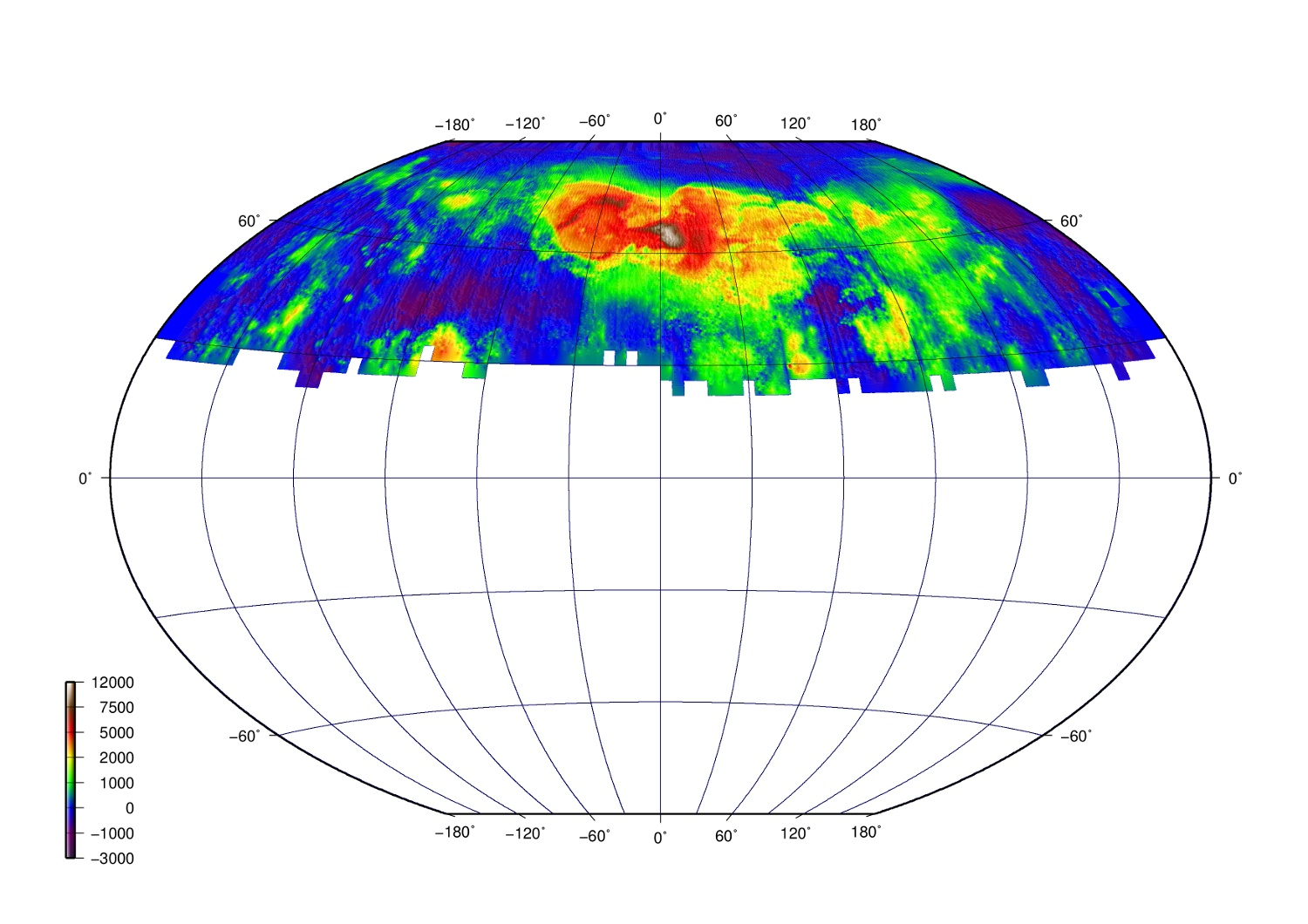
Topologie partielle de Vénus établie par Venera16

Venera 16 a cartographié avec son radar à synthèse d'ouverture une partie de l'hémisphère nord de Vénus depuis le pôle jusqu'à la latitude 30°N soit environ 25 % de la superficie de la planète  avec une résolution comprise entre 1 et 2 kilomètres. Les données recueillies ont permis d'identifier les principales formations topographiques présentes à la surface de Vénus : zones de failles globales et de nombreuses structures de grande taille en forme de dôme baptisées couronnes et créées par le soulèvement et l'affaissement du magma sous le manteau, etc.. Cette cartographie sera largement détaillée par la sonde spatiale américaine Magellan lancée en 1989 et qui dispose d'un radar dont la résolution spatiale est 10 fois supérieure.